# دکرشندو

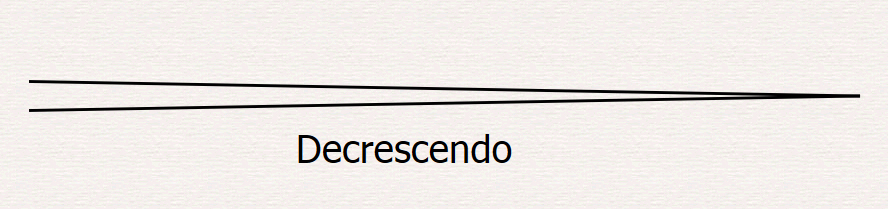
علامت دکرشندو

دِکِرشِندو (به ایتالیایی: Decrescendo) از اصطلاحات موسیقی به معنای ضعیف شدن (ملایم شدن) یا ضعیف کردن تدریجی صدا است.
«دکرشندو» از فعل ایتالیایی «Decrescere» به معنای کم شدن یا فرونشستن گرفته شده‌است.
مفهوم این لغت مرتبط با نحوه اجرا در یک جمله یا بخشی از موسیقی است که قدرت صدایی به تدریج و رفته رفته کمتر شود. در برخی موارد بخشی از موسیقی که در آن «دکرشندو» بکار رفته‌است از نوانس قوی (فورته) به ضعیف (پیانو) می‌رسد.
علامت اختصاری «دکرشندو» به صورت نوشتاری «Decresc» می‌باشد.در تصویر مقابل، «نشانه دکرشندو» که در زیر نت‌های موسیقی قرار می‌گیرد قابل مشاهده است.

## حالت‌ها و اصطلاحات مرتبط
- دی می نواِندو (Diminuendo): رو به کاهش رفتن و کاستن از (قدرت) صدا. به تدریج ضعیف شدن. نشانه دکرشندو در بخشی از یک قطعه موسیقی

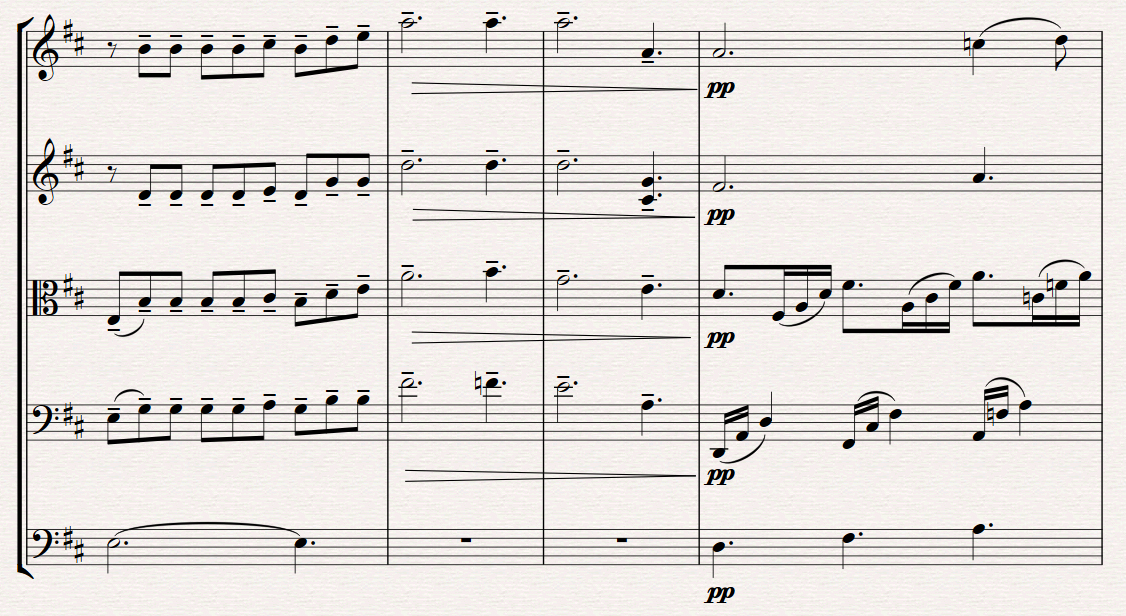
نشانه دکرشندو در بخشی از یک قطعه موسیقی

- دِکرِشِندو مُولتو (Decrescendo molto): به شدت و به سرعت از نوانس قوی به ضعیف آمدن.
- دِکرِشِندو پُوکُو (Decrescendo poco): به تدریج کم کردن قدرت صدا (به مقدار کم). در این حالت، نسبتِ صدای قوی به ضعیف چندان زیاد نیست.
- دِکرِشِندو آپُوکو آپُوکو (Decrescendo a poco a poco) رفته رفته کم کردن صدا. از نوانس قوی تدریجاً و کم‌کم به نوانس ضعیف رفتن.
- مُورِندُو (Morendo): (در لغت به معنای مُردنی و در حال مُردن) رسیدن به نوانس یا حالتی بسیار ضعیف، به بیان دیگر مرگ تدریجی صدا یا خاموش کردن صدا.